# Moses Lake
Moses Lake az Amerikai Egyesült Államok északnyugati részén, Washington állam Grant megyéjében, a Moses Lake–Othello statisztikai körzetben elhelyezkedő város. A 2010. évi népszámlálási adatok alapján 20 366 lakosa van.
A városban tíz általános- és három középiskola, egy gimnázium, öt magániskola, valamint négy oktatási centrum működik. A településen található a Big Bend Közösségi Főiskola székhelye, valamint egykor egy japán diákokat oktató hétvégi intézmény (モーゼスレイク補習授業校, Mōzesu Reiku Hoshū Jugyō Kō) is üzemelt itt.
Moses Lake napilapja a Columbia Basin Herald.

## Történet
Az őslakosok a régiót „Houaph” néven említették, melynek jelentése fűzfa. A sinkiuse indiánok vezetője 1859 és 1899 között Moses törzsfőnök volt, aki a kormányzati nyomás miatt népével a Colville rezervátumba volt kénytelen költözni.
A telepesek a közeli tavat a törzsfőnök tiszteletére Moses névre keresztelték, a város pedig németországi szülőhelyükre utalva a Neppel nevet kapta. Az első lakók halászattal és mezőgazdasággal foglalkoztak – az exporttermékek a ponty, a nyúl és gyümölcsök voltak. Mivel az öntözésre irányuló erőfeszítések hatástalanok voltak, a telepesek elhagyták a helységet. Moses Lake 1938-ban kapott városi rangot, ekkor 302 lakosa volt.
1942-ben megnyílt a légitámaszpont, 1955-ben pedig üzembe helyezték a Grand Coulee-gátat, így a település vonzóvá vált. Az új lakók halászat mellett juh- és marhatenyésztéssel foglalkoztak. Moses Lake a régió közlekedési, mezőgazdasági és pihenési központja lett. A légitámaszponton a második világháborúban használt P–38 Lightning és B–17 Flying Fortress pilótáit képezték. A háború befejeztével a bázis bezárt, azonban 1948-ban újra megnyitották; ekkortól a légierő használta a B–47 Stratojet és a B–50 Superfortress tesztelésére. Az egykori támaszponton ma a megyei repülőtér és a főiskola működik.
A gát elkészültének köszönhetően 1938 és 1950 között 302-ről 2679 főre növekedett a népességszám.

## Éghajlat
| Hónap                         | Jan.  | Feb.  | Már.  | Ápr. | Máj. | Jún. | Júl. | Aug. | Szep. | Okt.  | Nov.  | Dec.  | Év    |
| ----------------------------- | ----- | ----- | ----- | ---- | ---- | ---- | ---- | ---- | ----- | ----- | ----- | ----- | ----- |
| Rekord max. hőmérséklet (°C)  | 16,1  | 17,8  | 23,9  | 34,4 | 38,3 | 42,8 | 42,8 | 46,1 | 41,1  | 31,1  | 22,2  | 17,2  | 46,1  |
| Átlagos max. hőmérséklet (°C) | 1,7   | 6,1   | 12,2  | 17,2 | 22,2 | 26,7 | 31,1 | 30,6 | 25,6  | 16,7  | 7,2   | 0,6   | 16,5  |
| Átlagos min. hőmérséklet (°C) | −5,6  | −3,3  | 0,0   | 3,3  | 7,8  | 12,2 | 15,6 | 15,0 | 10,0  | 3,9   | −1,7  | −6,1  | 4,3   |
| Rekord min. hőmérséklet (°C)  | −30,0 | −31,1 | −16,7 | −6,1 | −1,7 | 0,6  | 4,4  | 2,2  | −2,2  | −13,3 | −25,6 | −29,4 | −31,1 |
| Átl. csapadékmennyiség (mm)   | 23    | 20    | 17    | 12   | 17   | 15   | 10   | 5    | 9     | 13    | 27    | 32    | 200   |
| Forrás: The Weather Channel   |       |       |       |      |      |      |      |      |       |       |       |       |       |

## Népesség
A 2010-es népszámláláskor a városnak 20 366 lakója, 7600 háztartása és 4995 családja volt. A népsűrűség 439,5 fő/km2. A lakóegységek száma 8365, sűrűségük 180,5 db/km2. A lakosok 76,4%-a fehér, 1,4%-a afroamerikai, 1%-a indián, 1,5%-a ázsiai, 0,1%-a a Csendes-óceáni szigetekről származik, 14,9%-a egyéb, 4,4%-a pedig kettő vagy több etnikumú. A spanyol vagy latino származásúak aránya 30,1% (   )
A háztartások 38,4%-ában élt 18 évnél fiatalabb. 46,3% házas, 13,2% egyedülálló nő, 6,2% egyedülálló férfi, 34,3% pedig nem család. 27,6% egyedül élt; 10,9%-uk 65 éves vagy idősebb. Egy háztartásban átlagosan 2,66 személy élt; a családok átlagmérete 3,25 fő.
A medián életkor 32,1 év volt. A város lakóinak 29,6%-a 18 évesnél fiatalabb, 9,6% 18 és 24 év közötti, 27%-uk 25 és 44 év közötti, 21,4%-uk 45 és 64 év közötti, 12,3%-uk pedig 65 éves vagy idősebb. A lakosok 49,4%-a férfi, 50,6%-a pedig nő.

## Közlekedés
A város közúton az Interstate 90-en és a Washington State Route 17-en haladva közelíthető meg, amelyeket a belvárossal az I-90 Business és a WA-171 köt össze.
A megye autóbuszos közlekedését a Grant Transit Authority biztosítja. A településen található a Columbia Basin Railroad székhelye, amely Kelet-Washington legforgalmasabb rövidtávú vasútvonalának üzemeltetője. Az 1990-es években nagysebességű vasútvonalat terveztek Seattle és a megyei repülőtér között.
Moses Lake-től nyolc kilométerre volt az 1942. november 24-én működésbe lépő Larson légitámaszpont (korábban Moses Lake légitámaszpont), melynek névadója Donald A. Larson őrnagy. 1965. november 19-én bejelentették, hogy 1970 júniusában a támaszpontot bezárják; helyén ma a Grant megyei nemzetközi repülőtér található, melyet a légierő mellett a NASA és a Boeing képző- és tesztelőhelye; a charterjáratokat a Columbia Pacific Aviation üzemelteti. A településen egy másik reptér (Moses Lake-i városi repülőtér) is található.

## Nevezetes személyek
- Alexys Nycole Sanchez, színész[24]
- Bryan Warrick, NBA-játékos[25]
- Clarence Gilyard, színész[26]
- Dave Heaverlo, MLB-játékos[27]
- Evel Knievel, kaszkadőr[28]
- Jason Buck, NFL-játékos[29]
- Joe Hooper, a Medal of Honorral kitüntetett veterán[30]
- Joseph J. Tyson, a yakimai római katolikus egyházmegye püspöke[31]
- Kirk Triplett, golfjátékos[32]
- Martha Thomsen, modell[33]
- Matt Cedeño, színész[34]
- Pierson Fodé, színész[35]
- Reid Stowe, színész és tengerész[36]
- Ryan Doumit, MLB-játékos[37]
- T. R. Bryden, MLB-játékos[38]

## Testvérváros
- Jonezava, Japán[39]

## Fordítás
Ez a szócikk részben vagy egészben  a   Moses Lake, Washington című angol Wikipédia-szócikk ezen változatának fordításán alapul.  Az eredeti cikk szerkesztőit annak laptörténete sorolja fel. Ez a jelzés csupán a megfogalmazás eredetét és a szerzői jogokat jelzi, nem szolgál a cikkben szereplő információk forrásmegjelöléseként.